# Onitis ludekingi
Onitis ludekingi là một loài bọ cánh cứng trong họ Bọ hung (Scarabaeidae).